# Пјанело Вал Тидоне
Пјанело Вал Тидоне (итал. Pianello Val Tidone) је насеље у Италији у округу Пјаченца, региону Емилија-Ромања.
Према процени из 2011. у насељу је живело 1856 становника. Насеље се налази на надморској висини од 194 м.

## Становништво
Према резултатима пописа становништва 2011. у општини је живело 2.290 становника.
| 1931. | 1936. | 1951. | 1961. | 1971. | 1981. | 1991. | 2001. | 2011. |
| ----- | ----- | ----- | ----- | ----- | ----- | ----- | ----- | ----- |
| 4.450 | 4.522 | 3.931 | 3.334 | 2.824 | 2.473 | 2.303 | 2.207 | 2.290 |